# Calentador (prenda)

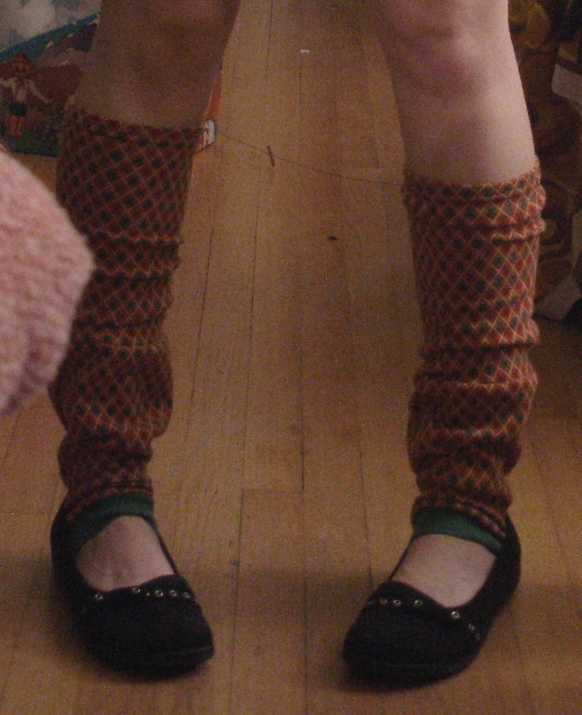
Calentadores

Se llama calentador a una prenda que se coloca en las piernas para calentar los músculos antes de hacer ejercicio.
Los calentadores son una especie de medias de lana sin pie que se introducen por las extremidades inferiores. Son utilizadas tradicionalmente por los bailarines para calentar las piernas durante las clases de baile. Las medias se llevan durante la primera parte de la clase o durante el ensayo de una actuación para mantener calientes las piernas y evitar así lesiones en la parte más activa del ejercicio. Una vez calientes los músculos, los calentadores se retiran. 
Los calentadores se popularizaron entre el público en los años 80 por la proyección de la serie de televisión Fama y la película Flashdance. En ambos casos, sus protagonistas utilizaban calentadores para las piernas durante sus ensayos y clases de danza. Los jóvenes pensaron que los calentadores que usaban sus ídolos podían llevarse también como prendas de calle. En aquel momento, las chicas se los pusieron combinados con trajes o minifaldas o usándolos sobre leggins de licra o jeans. A finales de los 80, su uso decayó pero han vuelto a ser presentados por algunos diseñadores a principios del siglo XXI.
También en Argentina se los conoce con el nombre de polainas.